# 121 (число)
121 (сто два́дцять оди́н) — натуральне число між 120 і 122.

## У науці
- атомний номер унбіунію.

## В інших галузях
- 121 рік, 121 до н. е.
- ASCII — код символу «y».

## У математиці
- Квадрат числа  11
- Число-паліндром
- Сума трьох  простих чисел поспіль (37 + 41 + 43)
- Єдиний квадрат виду {\displaystyle 1+p+p^{2}+p^{3}+p^{4}}, де р — просте число (в даному випадку 3).
- Один з трьох квадратів виду n! + 1 (разом з  25 та  5041).
- Мінімальний запис числа, що не закінчується на 0, яке позначає квадрат в будь-якій позиційній  системі числення з основою, що більша за два.

## Абджадія
- 121 — الملك — Аль-Малік (99 імен Аллаха).

## Ізопсефія
- Школа
- ბაზარი — ринок

## В інших галузях
- 121 рік, 121 до н. е.
- ASCII-код символу «Y»
- Спецназ: штурмова бригада 121 (Combat Task Force 121) — відеогра фірми Direct Action Games.
- Дискавері STS-121 — космічний політ MTKK «Дискавері» за програмою «Спейс Шаттл».
- Кількість полів на дошці для  китайських шашок
- Mazda 121 — японський легковий автомобіль.